# 雨宮正信
雨宮 正信（あめみや まさのぶ）は、日本のスタントマン、カースタントコーディネーター。

## 人物
東京出身。有限会社スーパー・ドライバーズ代表。以前は神宮 司の名で活動していた。

## 担当作品

### 映画
- 狂った野獣（1976年）
- ウィークエンド・シャッフル（1982年）
- テラ戦士ΨBOY（1985年）
- 傷だらけの勲章（1986年）
- チェッカーズ SONG FOR U.S.A（1986年）
- この愛の物語（1987年）
- ゴジラVSビオランテ（1989年）
- 最佳賊拍檔（1990年）※香港映画・日本未公開
- 咬みつきたい（1991年）
- ゴジラvsキングギドラ（1991年）
- 怖がる人々（1994年）
- ヤクザタクシー 893 TAX（1994年）
- 恋は舞い降りた。（1997年）
- サトラレ（2001年）
- ゴジラ・モスラ・キングギドラ 大怪獣総攻撃（2001年）
- DRIVE（2002年）
- ピカ☆ンチ LIFE IS HARDだけどHAPPY（2002年）
- ドラゴンヘッド（2003年）
- いま、会いにゆきます（2004年）
- 交渉人真下正義（2005年）
- 星になった少年 Shining Boy and Little Randy（2005年）
- タッチ（2005年）
- UDON（2006年）
- ラフ ROUGH（2006年）
- Life 天国で君に逢えたら（2007年）
- 陰日向に咲く（2008年）
- 映画 クロサギ（2008年）
- アフタースクール（2008年）
- 20世紀少年（2008年）
- 20世紀少年 第2章（2009年）
- 20世紀少年 最終章（2009年）
- BALLAD 名もなき恋のうた（2009年）
- キラー・ヴァージンロード（2009年）
- 探偵はBARにいる（2011年）
- 藁の楯（2013年）
- S -最後の警官- 奪還 RECOVERY OF OUR FUTURE（2015年）
- アイアムアヒーロー（2016年）
- HiGH&LOW THE MOVIE（2016年）
- シン・ゴジラ（2016年）
- SCOOP!（2016年）
- ミュージアム（2016年）
- 土竜の唄 香港狂騒曲（2016年）
- チア☆ダン〜女子高生がチアダンスで全米制覇しちゃったホントの話〜（2017年）
- 3月のライオン 後編（2017年）
- HiGH&LOW THE MOVIE 2 / END OF SKY（2017年）
- HiGH&LOW THE MOVIE 3 / FINAL MISSION（2017年）
- 来る（2018年）

### テレビドラマ
- ザ・ハングマンシリーズ（1980年 - 1987年、テレビ朝日）
- ザ・サスペンス（1982年 - 1984年、TBS）
  - 刑事・父と娘の果てしない旅 いま愛する人の目の前で哀しみの銃弾が炸裂する!!（1984年）
- 気分は名探偵（1984年 - 1985年、日本テレビ）
- オトコだろッ!（1988年、フジテレビ）
- SPびんびん物語（1988年、フジテレビ）
- 彼らのいちばん危険な夜（1988年、フジテレビ）
- 水曜グランドロマン:風よ、父よ、明日へ！（1990年（12月5日）、日本テレビ）
- キライじゃないぜ（1992年、TBS）
- お茶の間（1993年、日本テレビ）
- 横浜心中（1994年、日本テレビ）
- 土曜ワイド劇場（1977年 - 2017年、テレビ朝日）
  - 新宿ラブストーリー事件簿2 白い粉連続殺人!疑惑の美人女医と刑事の危険な関係（1996年）
  - 火災調査官・紅蓮次郎2 放火現場に残された2種類の灯油の謎！（2003年）
  - モラルリスク調査員・10分間で死ぬ! 25度の冷凍庫に罠が…娘と父が暴く究極の保険金4億5000万連続殺人（2005年）
- 新・木曜の怪談（1996年、フジテレビ）
- 名探偵保健室のオバさん（1997年、テレビ朝日）
- 池袋ウエストゲートパーク（2000年、TBS）
- 純情商店街ゆうれい殺人事件（2001年、BSジャパン）
- ハンドク!!!（2001年、TBS）
- 愛なんていらねえよ、夏（2002年、TBS）
- 所轄刑事2 必死の生活安全課（2005年、フジテレビ）
- 逃亡者 木島丈一郎（2005年）
- トミカヒーロー レスキューファイアー（2009年 - 2010年、テレビ東京）
- SPECシリーズ（2010年 - 2012年、TBS）
- ダブルフェイス（2012年、TBS）
- 警部補 矢部謙三2（2013年、テレビ朝日）
- スターマン・この星の恋（2013年、フジテレビ）
- MOZUシリーズ（2014年、TBS）
  - Season2〜幻の翼〜（2014年）
  - スピンオフドラマ・大杉探偵事務所（2015年）
- トカゲの女2 警視庁特殊犯罪バイク班（2015年、テレビ東京）
- 図書館戦争 BOOK OF MEMORIES（2015年、TBS）
- 金曜ロードSHOW!特別ドラマ企画・視覚探偵 日暮旅人（2015年、日本テレビ）
- 刑事バレリーノ（2016年、日本テレビ）
- 警視庁機動捜査隊216・Ⅵ 絶てない鎖（2016年、TBS）※出演
- 今野敏サスペンス 機捜235（2020年、テレビ東京）

## スタントコーディネーター
- バタアシ金魚（1990年）
- 愚か者 傷だらけの天使（1998年）
- ゴジラ FINAL WARS（2004年）

## カースタントコーディネーター
- この愛の物語（1987年）
- 水曜グランドロマン:風よ、父よ、明日へ！（1990年（12月5日）、日本テレビ）
- ゴジラ FINAL WARS（2004年）
- 陽気なギャングが地球を回す（2006年）
- クローズZERO（2007年）
- 容疑者Xの献身（2008年）
- 誰も守ってくれない（2008年）
- クローズZEROII（2009年）
- SPEC〜零〜（2013年）
- 土竜の唄 潜入捜査官REIJI（2014年）

| スタブアイコン | サブスタブ | この項目は、まだ閲覧者の調べものの参照としては役立たない、俳優（男優・女優）に関連した書きかけの項目です。この項目を加筆・訂正などしてくださる協力者を求めています（P:映画/PJ芸能人）。 |